# 异萼忍冬
异萼忍冬（学名：Lonicera anisocalyx）是忍冬科忍冬属的植物，是中国的特有植物。分布于中国大陆的甘肃、四川、青海等地，生长于海拔3,000米的地区，常生于山地，目前尚未由人工引种栽培。